# Cancer des voies aérodigestives supérieures
 Mise en garde médicale
Un cancer des voies aérodigestives supérieures (ou improprement cancer de la tête et du cou) est un cancer localisé au niveau des voies aérodigestives supérieures, ce qui regroupe les sinus, les fosses nasales, le pharynx (composé du nasopharynx, de l'oropharynx et de l'hypopharynx), la cavité buccale et le larynx. Outre la localisation, ce type de cancer partage, pour un certain nombre, plusieurs éléments : survenue liée à la consommation importante d'alcool et de tabac, type histologique de carcinome épidermoïde, exploration médicale ORL stéréotypée.
On distingue notamment parmi eux :
- le cancer de la bouche,
- le cancer du larynx,
- le cancer du nasopharynx.

## Épidémiologie
Les carcinomes épidermoïdes des voies aérodigestives supérieures sont le principal type de tumeur maligne de la région de la tête et du cou et le septième cancer le plus répandu dans le monde, représentant près d'un million de nouveaux cas et 470 000 décès en 2020 . L'incidence des  carcinomes épidermoïdes des voies aérodigestives supérieures  continue d'augmenter et devrait atteindre un taux d'incidence annuel de 1,37 million de nouveaux cas d'ici 2040 ,.
En France ,en 2023, il y a eu 9810 cas de cancer des voies aérodigestives supérieures.
Les principaux facteurs de risque externes associés à l'incidence du cancer des voies aérodigestives supérieures sont l'exposition à une consommation excessive d'alcool, à des agents cancérigènes liés au tabac, ou aux deux. Le carcinomes épidermoïdes de l'oropharynx sont associées à une infection antérieure par des souches oncogènes du papillomavirus humain avec plus de  70 % des cancers de l'oropharynx sont positifs au papillomavirus humain. Des études révèlent une tendance mondiale à la hausse des cancers liés au papillomavirus humain et à la diminution des cancers  non liés au papillomavirus humain. Au cours des deux prochaines décennies, la majorité des cas de cancer des voies aérodigestives supérieures devraient être positifs pour le papillomavirus humain, certains pays comme le Royaume-Uni connaissant une incidence plus élevée de cancer de l'oropharynx que de cancer de la cavité buccale ,.

## Rôle du papillomavirus dans la survenue de cancer des voies aérodigestives supérieures
L'infection à papillomavirus est l’infection sexuellement transmissible la plus répandue dans le monde et a des implications sociales importantes. Les femmes et les hommes sexuellement actifs sont sensibles à l’infection par le papillomavirus , même si tous les individus ne développeront pas les mêmes problèmes. L’infection au papillomavirus reste répandue dans le monde entier et constitue l’une des principales causes de cancer , en particulier chez les femmes, ce qui en fait une préoccupation majeure pour la santé publique.
Le papillomavirus a différentes souches, chacune identifiée par un numéro. Les souches sont classées en deux catégories : les papillomavirus  à faible risque responsables de verrues anogénitales et cutanées, et les papillomavirus  à haut risque responsables de cancers oropharyngés et anogénitaux ,,,. Le papillomavirus 16 est la souche à risque le plus élevé, représentant plus de 90 % des Cancer des voies aérodigestives supérieures associés au papillomavirus , tandis que d'autres souches de papillomavirus telles que les papillomavirus 18, 31, 33 et 52 ont été détectées chez une petite proportion de patients ,,.

### Mécanismes moléculaires

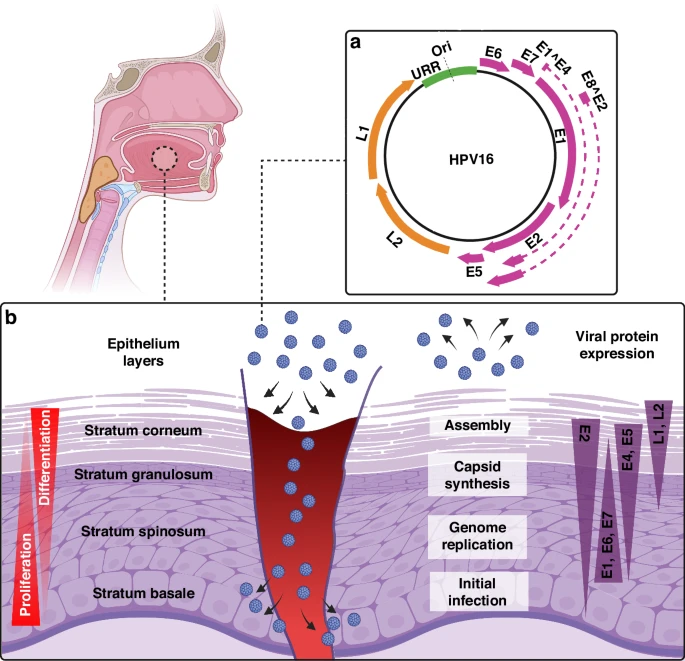
Structure du papillomavirus 16 et cycle de vie dans un épithélium pavimenteux de l'oropharinx.
a Les gènes structurels tardifs L1 et L2 et les gènes exécutifs précoces E1 – E8 sont exprimés à partir d'un génome HPV16 de près de 8 Kpb. b L'infection par le HPV commence dans les cellules épithéliales basales lors d'une blessure/traumatisme/perméabilité et se termine par l'assemblage et la libération du virion au niveau des cellules épithéliales différenciées les plus hautes. Les premiers gènes de E1, E2, E6, E7, E4, E5 et les gènes tardifs de L1 et L2 sont exprimés dans les couches basales à superficielles au cours de l'initiation, de la progression et de la fin de l'infection. Origine Ori de réplication, région de régulation URR en amont.

Le papillomavirus est un petit virus à ADN double brin non enveloppé (50 à 60 nm de diamètre) appartenant à la famille des Papillomaviridae. La transcription unidirectionnelle d'un brin de l'ADN génomique circulaire de 7 à 8 kb code pour huit protéines fonctionnelles précoces (E1 à E8), deux protéines structurelles tardives (L1 et L2) et une longue région de contrôle non codante également connue sous le nom de séquence régulatrice supérieure (upstream regulatory region ou URR) .
Le papillomavirus  cible spécifiquement les cellules épithéliales basales, hébergées dans les couches profondes indifférenciées des épithéliums pavimenteux et/ou des muqueuses et possède une capacité mitotique élevée. Pour atteindre ces cellules cibles, la présence du virus sur la surface apicale externe de ces tissus s’appuie sur des microlésions qui surviennent lors d’événements traumatiques. En atteignant les cellules épithéliales basales, le virus est internalisé par endocytose. Il est ensuite transporté dans de petites vésicules à travers le réticulum endoplasmique et l'appareil de Golgi. Au cours de ce voyage, une série d'interactions et de changements structurels dans les vésicules se produisent, conduisant à l'élimination de la capside virale et à la libération du génome viral à proximité de la membrane nucléaire .
Le génome viral pénètre dans le noyau via les pores nucléaires et reste sous la forme d'un épisome (c'est-à-dire extrachromosomique) tandis que le processus de réplication virale se produit via l'expression et la fonction des gènes E1, E2, E5, E6 et E7 ,. Parmi les gènes transcrits au début du cycle de vie viral, E2, E5, E6 et E7 jouent un rôle crucial dans le détournement de l'environnement cellulaire propice à la réplication de l'ADN viral ,. La chronologie et le niveau d'expression du gène du papillomavirus   progressent des cellules épithéliales basales aux cellules épithéliales suprabasales avec un assemblage ultime de virus dans les cellules différenciées en phase terminale. Il convient de noter que E6 et E7 interfèrent avec la fonction cellulaire en inhibant deux gènes suppresseurs de tumeurs importants, à savoir p53 et Rb, afin de favoriser la prolifération des cellules infectées. E6 provoque la dégradation de la protéine p53 en médiant son interaction avec la protéine associée à E6 (E6-AP) E3-ubiquitine ligase . De même, Rb1 subit une séquestration et une protéolyse dues à la protéine E7 .
La régulation transcriptionnelle de tous les gènes fonctionnels et structurels du papilloma virus est modulée via la région régulatrice en amont (URR). L'URR induit la transcription des gènes en aval pour démarrer la réplication du génome viral lors de la liaison des protéines virales E1 et E2. Ce processus est également activé par des facteurs de transcription de la cellule hôte, tels que le neurofibromine 1, la protéine activatrice 1 , le transporteur cationique organique 1 (Organic anion transporter 1 Oct-1), le facteur d'élongation de traduction 1 (Eukaryotic translation elongation factor 1 TEF-1) et la protéine de spécificité 1 (Transcription factor Sp1 SP1) . En plus du rôle transcriptionnel de l'URR, le site d'origine de la réplication (Ori) se situe dans cette région. Le site d'origine de la réplication joue un rôle essentiel dans la réplication du papillomavirus et est hautement homologue aux séquences conservées à réplication autonome des mammifères . Chaque génome du papillomavirus ne contient qu'un seul site d'origine de la réplication nécessaire à la réplication de l'ADN viral .

## Pronostic

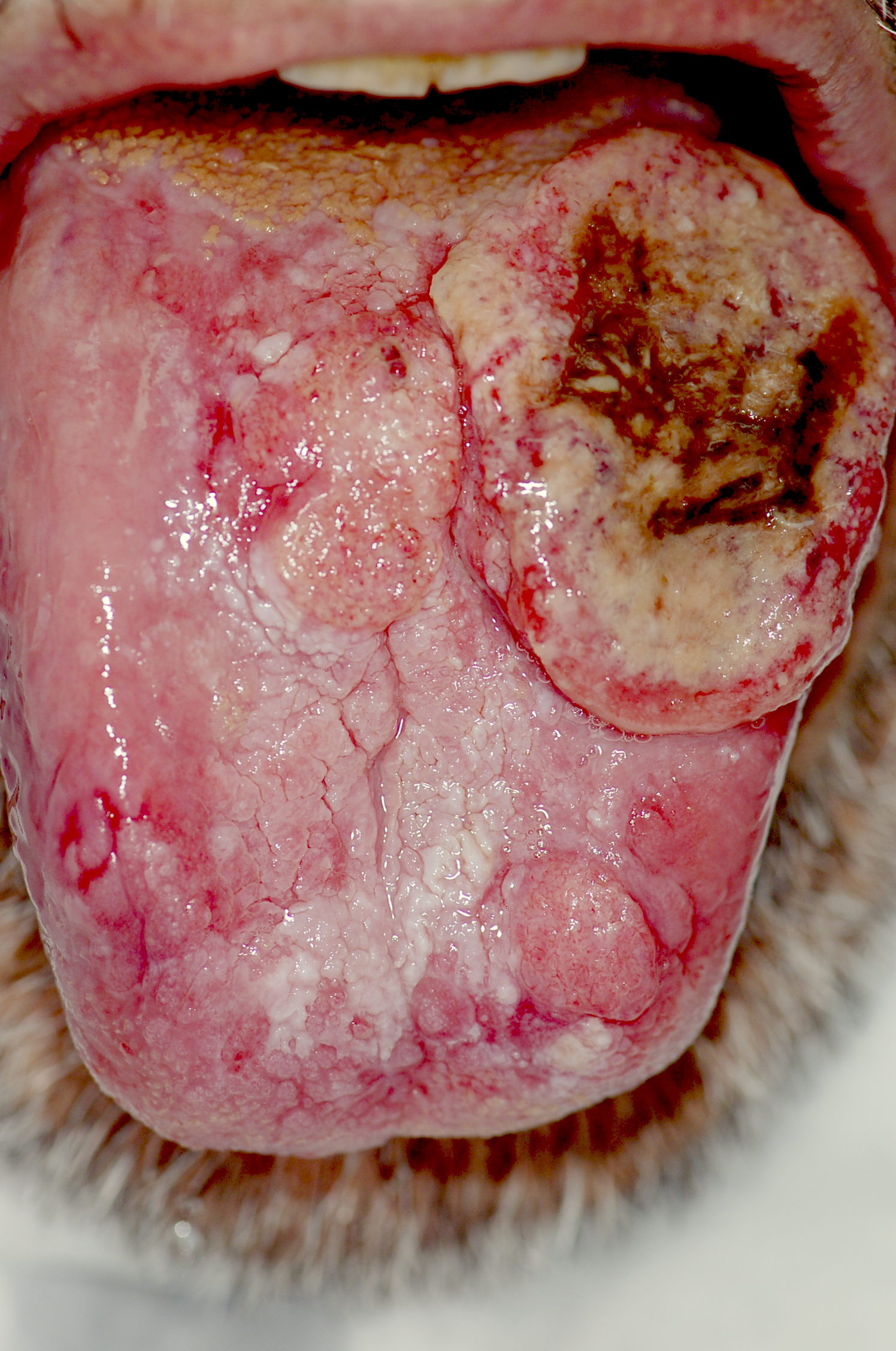
Cancer de la langue.

Le pronostic est variable selon la localisation, l'avancement et le type de cancer (atteinte locale pure, ganglionnaire et/ou métastatique). Au 1er janvier 2018, la survie nette à 5 ans est de 37 % chez les hommes et de 50 % chez les femmes et à 10 ans de 18 % pour les hommes et de 22 % chez les femmes.

## Sources de l'article
*La section Rôle du papillomavirus dans la survenue de cancer des voies aérodigestives supérieures est une traduction incomplète de Tabatabaeian, H., Bai, Y., Huang, R. et al. Navigating therapeutic strategies: HPV classification in head and neck cancer. Br J Cancer  (2024). https://doi.org/10.1038/s41416-024-02655-1 paru sous licence Creative Commons Attribution 4.0 International